# Resonancia eléctrica

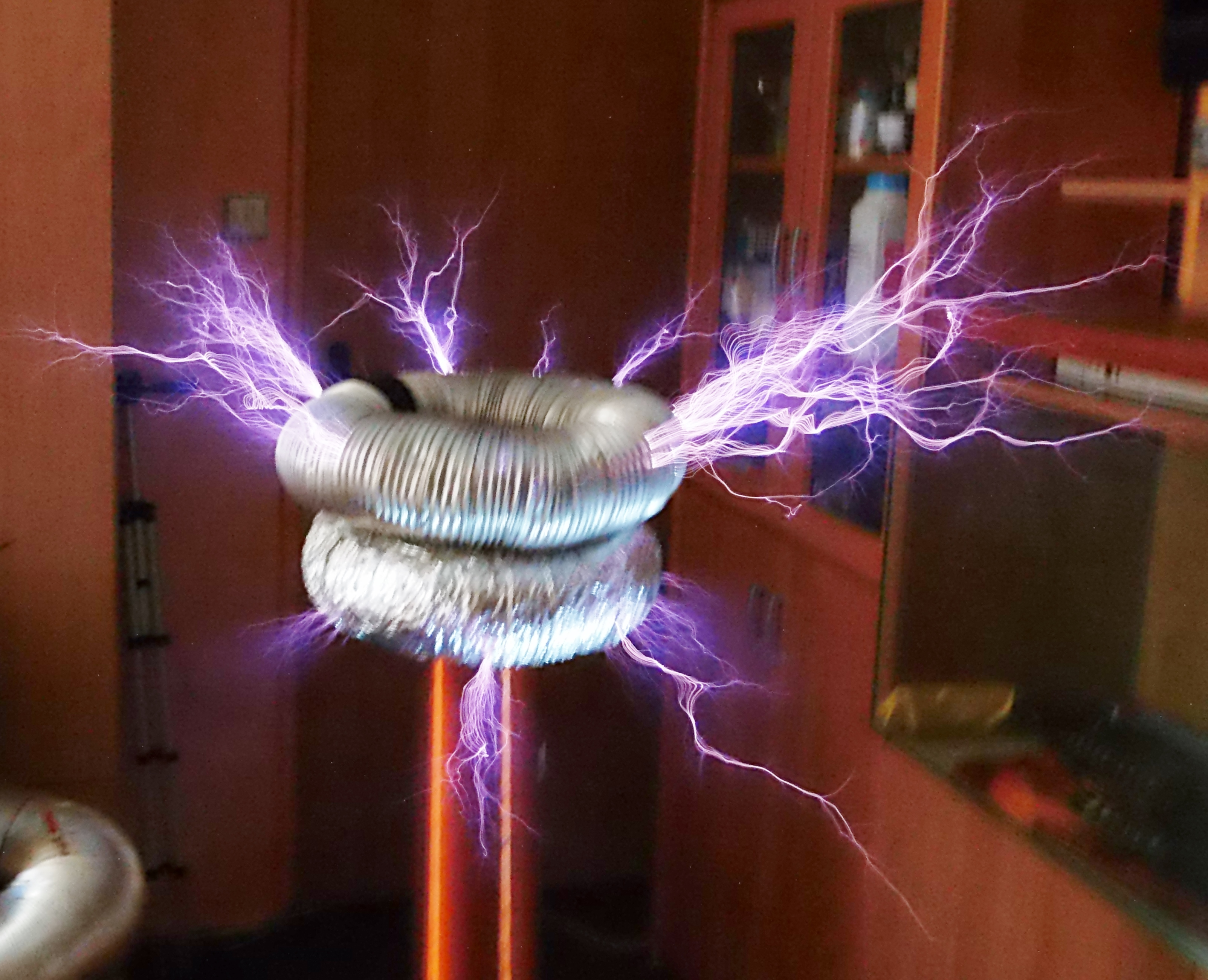
Los circuitos resonantes pueden generar voltajes muy altos. Una bobina de tesla es un circuito resonante de alta Q.

La resonancia eléctrica es un fenómeno que se produce en un circuito eléctrico a una frecuencia de resonancia particular cuando las impedancias o admitancias de los elementos del circuito se cancelan entre sí. En algunos circuitos, esto sucede cuando la impedancia entre la entrada y la salida del circuito es casi cero y la función de transferencia es cercana a uno.
Los circuitos resonantes exhiben timbres y pueden generar voltajes y corrientes más altos que los que les alimentan. Se utilizan ampliamente en la transmisión inalámbrica (radio) tanto para transmisión como para recepción.

## Circuito con L y C en serie
Así en un circuito en serie, compuesto únicamente por bobinas y condensadores su impedancia será:
{\displaystyle Z={j}\cdot {L\omega }-j{\frac {1}{\omega C}}={j}\cdot \left({L\omega }-{\frac {1}{\omega C}}\right)=j\cdot X_{s}}
siendo Xs la reactancia del conjunto, tendrá por valor:
{\displaystyle X_{s}={L\omega }-{\frac {1}{\omega C}}}
debe existir un valor ω tal que haga nulo el valor de Xs, este valor será la pulsación de resonancia del circuito a la que denominaremos ω0 .
Si Xs es nula, entonces:
{\displaystyle {L\omega _{0}}={\frac {1}{\omega _{0}C}};{\omega _{0}}^{2}={\frac {1}{L\cdot C}};{\omega _{0}}={\sqrt {\frac {1}{L\cdot C}}}}
Si se tiene en cuenta que:
{\displaystyle \omega _{0}={2\cdot \pi \cdot f_{0}}}
la frecuencia de resonancia f0 será:
{\displaystyle f_{0}={\frac {1}{2\cdot \pi \cdot {\sqrt {L\cdot C}}}}}
{{{1}}}

## Circuito con L y C en paralelo
En un circuito compuesto únicamente por bobina y condensador en paralelo la impedancia del conjunto (Zp) será la combinada en paralelo de ZL y ZC
{\displaystyle Z_{p}={\frac {{j}\cdot {L\omega }\cdot {\frac {1}{j\omega C}}}{{j}\cdot {L\omega }+{\frac {1}{j\omega C}}}}={\frac {j\cdot {L\omega }}{1-\omega ^{2}LC}}=j{\frac {L\omega }{1-\omega ^{2}LC}}=jX_{p}}
Siendo Xp la reactancia del conjunto, su valor será:
{\displaystyle X_{p}={\frac {L\omega }{1-\omega ^{2}LC}}}
Estudiando el comportamiento del conjunto para distintos valores de ω se tiene:
ω = 0; Xp = 0
ω < ω 0; Xp > 0 ⇒ Comportamiento inductivo
ω0² L C = 1; Xp = ∞
ω > ω0; Xp < 0 ⇒ Comportamiento capacitivo
ω = ∞; Xp = 0
{\displaystyle \omega _{0}={\frac {1}{\sqrt {LC}}}}
Luego f0 será: 
{\displaystyle f_{0}={\frac {1}{2\cdot \pi \cdot {\sqrt {L\cdot C}}}}}
Siendo f0 la denominada frecuencia de antirresonancia a la cual la impedancia se hace infinita.
Donde L es la inductancia de la bobina expresada en henrios y C es la capacidad del condensador expresada en faradios

## Variación de la I y de la Z del circuito en función de la frecuencia
Si a un circuito compuesto un elemento resistivo R, uno inductivo L y uno capacitivo C en serie se le aplica una tensión alterna de frecuencia variable y se toman los valores de la intensidad y los correspondientes de la impedancia para cada valor de frecuencia considerado, la gráfica de dichos valores sobre un par de ejes cartesianos permite determinar la denominada "Curva de Resonancia". 

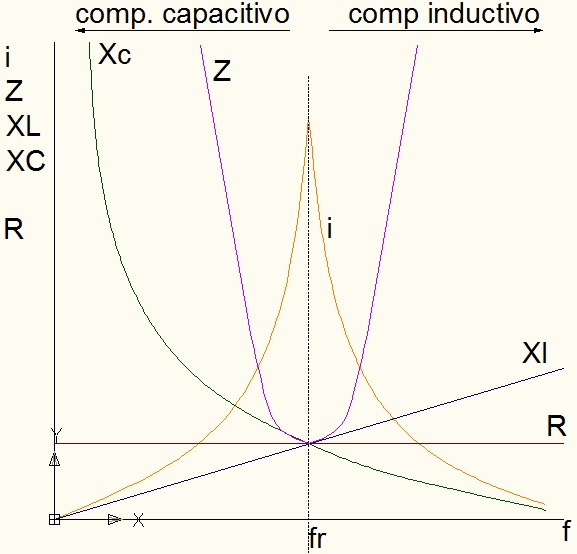
A medida que el valor de la frecuencia variable se acerca al valor de la resonancia la intensidad I aumenta a la vez que la impedancia Z disminuye.

Alcanzada la frecuencia de resonancia "fr" la intensidad I del circuito adquiere su máximo valor, al mismo tiempo que la impedancia Z tiene su mínimo valor; es decir: Z = R (Nótese como en la figura anterior la curva violeta de Z coincide en su punto más bajo con la recta roja de R). Para frecuencias menores y mayores a la fr, el circuito tiene comportamiento capacitivo e inductivo respectivamente.